# Fritz Schönhöfer
Fritz Schönhöfer (* 1. Januar 1892 in Speyer als Karl Friedrich Schönhöfer; † 11. Februar 1965 in Wuppertal) war ein deutscher Chemiker bei den Bayer-Werken (Wuppertal-Elberfeld), bekannt für die Entwicklung verschiedener Chemotherapeutika.

## Leben
Schönhöfer war Sohn eines Obermaschinenmeisters und besuchte die Oberrealschule Ludwigshafen (Abitur 1913). Er studierte Chemie bis zur Promotion und war ab 1921 bei Bayer.
1928 erhielt er mit Werner Schulemann und August Wingler (1898–1960) die Emil-Fischer-Medaille. Er war mit den Pharmakologen Schulemann und Wilhelm Roehl und seinem Chemiker-Kollegen Wingler bei Bayer an der Entwicklung des ersten synthetisch hergestellten Malariamittels Plasmochin – ein Chinolin-Derivat – beteiligt. Es wurde 1926 in die medizinische Praxis eingeführt und 1927 auf den Markt gebracht, ist aber heute dank besser wirksamer und weniger toxischer Mittel obsolet. Außerdem war er an der Entwicklung von Atebrin (Malaria-Prophylaxe) beteiligt, das häufig auch zusammen mit Plasmochin eingesetzt wurde. Plasmochin vermied die schweren, teilweise tödlichen Nebenwirkungen (Schwarzwasserfieber) von Chinin, hatte aber selbst bei hohen Dosen schwere Nebenwirkungen. Es wirkte auf die Gameten des Malariaerregers. Atebrin war im Zweiten Weltkrieg das bevorzugte Antimalaria-Mittel der USA.
Die Entwicklung von Plasmochin bei Bayer 1924/25 war auch ein frühes Beispiel für rationale Medikamentenentwicklung (im Gegensatz etwa zu Zufalls-Screening). Die Bayer-Chemiker starteten vom Chinolin-Gerüst und fügten Seitenketten hinzu, deren Wirksamkeit zum Beispiel in der Linderung von Nebenwirkungen sie vermuteten. Schönhöfer und Wingler führten in der von ihnen geleiteten Arbeitsgruppe auch die weitere Erforschung ähnlicher Substanzen durch. Später arbeitete Schönhofer mit Hans Andersag zusammen, der 1934 das Antimalariamittel Resochin entwickelte, in den USA Chloroquine genannt. Außerdem arbeitete Schönherr bei Bayer mit dem Nachfolger von Roehl als Pharmakologen Walter Kikuth.
Die klinische Wirksamkeit von Plasmochin wurde von Peter Mühlens (1874–1943) vom Hamburger Tropeninstitut an Malaria-Patienten und von Franz Sioli (1882–1949) an der von ihm geleiteten psychiatrischen Anstalt Düsseldorf-Grafenberg an Paralyse-Patienten erprobt.
Schönhofer war später Dozent an der Universität Erlangen und hatte den Professorentitel. 1948 war er Herausgeber des Bandes Chemotherapie des FIAT Review of German Science (Wiesbaden, Dieterich 1948), eine von den Alliierten organisierte Schriftenreihe, in der deutsche Wissenschaftler ihre Arbeiten in der Zeit des Zweiten Weltkriegs darstellten.
Er ist der Vater von Peter Schönhöfer.